# Francesco Alliata-Campiglia
Francesco Alliata-Campiglia (Pisa, 1806 – 23 giugno 1867) è stato un politico italiano.

## Biografia
Nacque da Giuseppe, appartenente alla famiglia degli Alliata, e dalla nobile Lucrezia Lanfranchi.
Sposatosi due volte, non ebbe mai figli, ma si occupò dei nipoti Giuseppe e Francesco avuti dal fratello Ascanio, morto nel 1855. Al primo lasciò l'eredità del Casato, che però terminò poco dopo, avendo Giuseppe un figlio morto celibe e due figlie.
Come Conte di Biserno procedette alla sistemazione dei terreni di San Vincenzo attraverso il sistema della colonia e dell'allivellazione, portando alla costituzione di ben 74 poderi fra padronali e livellari.
Esercitò per alcuni mesi, nel 1859, anche il ruolo di Gonfaloniere del Comune di Pisa.
Morì nel 1867 dopo una rapida malattia.